# Jezioro Legińskie
Der Jezioro Legińskie (deutsch Legiener See) ist ein See in Nordpolen in der Woiwodschaft Ermland-Masuren.
Nördlich des Sees befindet sich das Dorf Leginy, östlich Łężany Cegielnia, und südöstlich Łężany. Im Osten des Jezioro Legińskie verläuft die Woiwodschaftsstraße 590. Mit einer Fläche von 230 Hektar gehört er zu den größten Seen der Gmina Reszel. Der See hat eine maximale Tiefe von 37 Metern, einige Buchten haben eine maximale Tiefe von nur 1,5 Metern. Im See befindet sich eine kleine Insel. Der Boden des Sees ist sandig und bewachsen.
Der Name des Sees wechselte mehrfach, 1331 wurde er Sprohe, 1353 Sproyn, 1359 Sproge, 1404 Sprogen und 1656 Sproyen genannt.